# Kaya (Uganda)
Kaya ist eine von sechs Gemeinden (Parish) im Unterbezirk Paidha von Okoro innerhalb des Distrikts Zombo in Norduganda. Der Gemeinde sind die sieben Dörfer Ambaki, Gunguru, Kelle, Lyend Dolo, Maliri, Namthin und Pakolo untergeordnet. 2020 waren in Kaya 1976 Wähler registriert. Entlang der Südwestgrenze verläuft der Niabola, der die Grenze zwischen der Demokratischen Republik Kongo und Uganda bildet. Eine Straße führt durch Kaya von der Stadt Paidha im Nordwesten nach Goli im Südosten. Diese ist Stand 2023 nicht asphaltiert, wodurch es auf der für den Handel mit der Demokratischen Republik Kongo genutzten Route besonders in der Regenzeit immer wieder zu schweren Unfällen mit Todesopfern kommt.
Laut der Uganda National Schools Electronic Registry besteht mit der Kaya Primary School eine koedikative Grundschule in Kaya.